# توسکاستان
توسکاستان، روستایی است از توابع بخش مرکزی شهرستان گرگان در استان گلستان ایران می‌باشد.

## جمعیت و مردم
این روستا در دهستان استرآباد جنوبی قرار داشته و براساس سرشماری سال ۱۳۸۵جمعیت آن ۱۹۶ نفر(۲۵) خانوار) بوده است.مردمان روستای توسکاستان مردمان مازندرانی تبار شهر مجن وپابند هستند که در این روستا زندگی میکنند.

## شهرخواهرخوانده
- مجن